# Христос среди ангелов с орудиями страстей
«Христос среди ангелов с орудиями страстей» (итал. Cristo tra quattro angeli con gli strumenti della Passione) — картина итальянского живописца раннего Возрождения, периода кватроченто венецианской школы Витторе Карпаччо. На картине изображён воскресший Иисус Христос в окружении ангелов. Картина написана в 1496 году и представляет собой живопись маслом на холсте размером 162×163 см. В настоящее время хранится в Городских музеях и исторических и художественных галереях в Удине.

## История
Картина была написана для церкви Святого Петра Мученика в Удине. После наполеоновских войн, в 1808 году полотно перешло в собственность Австрийской империи. В 1838 году картина поступила в собрания Императорского музея естественной истории в Вене. В 1919 году она была передана Королевству Италия и поступила в собрания Городских музеев и исторических и художественных галерей в Удине.

## Описание
На картуше, прикреплённом к основе, указаны подпись автора, место и дата создания картины: «Victoris Charpatjo / Veneti opus/ 1496». Полотно было написано во время работы художника над циклом «Истории Святой Урсулы». В картине прослеживается влияние живописи Джованни Беллини.
Христос изображён в центре, стоящим на удвоенном постаменте с Крестом в руке. За ним два маленьких херувима держат занавесь из дамасской ткани, которая подчёркивает фигуру Спасителя. По бокам картины написан пейзаж с лесистыми холмами, на которых изображены замок (в свободной интерпретации замок Удине), церковь с колокольней, стены зубчатого укрепления. Наклон холмов помогает направить взгляд наблюдателя в центр сакрального изображения. По бокам от Христа стоят четыре ангела с орудиями Страстей — копьём Лонгина, гвоздями Креста, палками для бичевания и копьём с губкой, смоченной уксусом. На кресте изображены терновый венец и надпись INRI. Из ран Христа выходят лучи крови, которые попадают в потир с облаткой и херувимом, символизируя евхаристическую тайну, в которой жертва Спасителя является средством христианского искупления. На жертву Христа также намекает олень, на которого напал леопард; они изображены на лужайке справа.